# アメリカの夜 (映画技法)

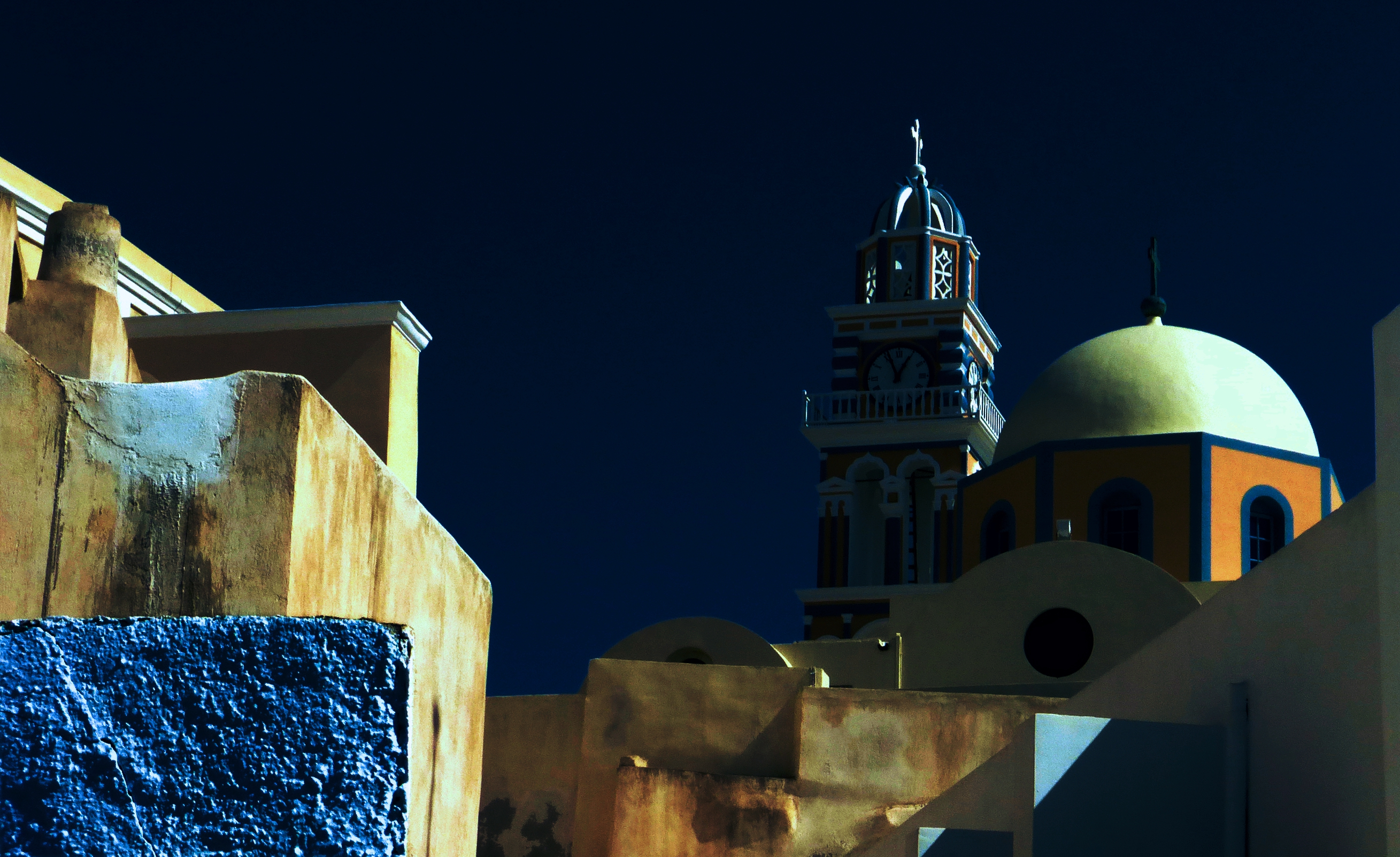
アメリカの夜を用いることによって、昼間に撮影した場面は、あたかも夜間に撮影した場面であるかのように見せることができる。

アメリカの夜（アメリカのよる、フランス語: nuit américaine、英語: day for night）とは、昼間に撮影した場面を夜間の場面のように見せる映画の技法である。技術または予算の都合上、夜間に撮影することが難しいときに用いられる場合が多い。フィルムやデジタルの撮像素子は、光量の少ない状態において人間の目が持つ感度を欠いている。そのため、月明かりの有無にかかわらず、夜間の自然光で撮影された夜間の場面では、ほとんど何も見えないほど露光不足になる。この問題は、暗闇の代わりに日光を使うことによって避けることができる。アメリカの夜を用いる場合、カメラの露出を小さくするか、ポスト・プロダクションで暗くするかして、青みを加えることが一般的である。夜の印象を強めるために追加エフェクトが用いられることもある。
フィルムやビデオ・カメラの光感度は向上しているため、この技法が用いられることは少なくなっている。

## 技法
サイレント映画の時代の上映フィルムには、夜間の場面であるかのような錯覚を強めるために青みが加えられた。月明かりは実際には青くないが、プルキニェ現象によって、人間の目には青く見える。カラーの映画では、よりはっきりと青みを出すために、5,000Kの昼光下用フィルムではなく3,200Kのタングステン照明下用フィルムを使うこともある。これにより、人工的な光（街灯、ヘッドライト、窓から見える部屋の明かり）が当たっている部分は白くなり、それ以外の部分は青くなる。プロフェッショナルなビデオ・カメラでは、同様の効果を得るために、色温度を調整する機能が与えられている。デジタル上のポスト・プロダクションが一般的になった現代では、撮影段階では人工的な光の白さを維持するために色温度の調整が行われて、場面全体を暗くする加工については、より細かい調整ができるポスト・プロダクションに委ねられることが多い。
撮影ショットの露出を小さくすることによって、暗さの錯覚や月明かりの錯覚を与えることができる。その代表的な方法は、F値を2段階ほど下げることである。カメラの露出を変えずに、この効果を得るために、中性濃度フィルターを使うことが多い。
昼間の空を暗くすることにより、夜のように見せることができる。黒白の映画では、赤いレンズ・フィルターを使えば、青い空は黒く映る。ロング・ショットでは赤外線フィルムが使われることがあるが、これは緑の葉を白く見せる。寄りのショットでは、役者の肌の色を維持するために、黄色やオレンジ色のフィルター（ラッテンの8か15）が用いられることがある。カラー映画やビデオでは、中性濃度フィルターや偏光フィルターによって、類似の効果を得ることができる。これらのフィルターを使うと、撮影中のカメラの動きは制限されることになる。減光フィルターの軸は地平線と一致している必要があるからであり、また、カメラのレンズの軸が太陽に対して変化すると偏光フィルターの効果が変化するからである。月明かりの効果をもたらすために太陽の逆光で撮影される場合、顔や前景の細部は暗く見えにくくなる。リフレクターや5,000Kのキー・ライトを使うことによって、影になっている箇所の一部に光を与えることができる。その場合であっても、場面全体の強いコントラストに一致するように、影の部分は微妙に薄暗いままである。
アメリカの夜を用いた例
- オリジナルの画像
- 色温度を変えることによって青みを加えた画像
- 明暗のコントラストを強調した画像
- F値を小さくすることによって暗くした画像

デジタル上のポスト・プロダクションの技法を使う場合には、日光の下では目立たない光源（窓から部屋の明かり、屋外の人工的な光、自動車のヘッドライトなど）の光を加えたり強調したりすることが一般的でもある。このようなデジタル技術の効果を通して、アメリカの夜は、より説得力をもつ技法として使うことができる。映画『キャスト・アウェイ』で行われたように、デジタル技術を用いて画面の空一面に月や星を付け加えることも可能である。映画『マッドマックス 怒りのデス・ロード』では、珍しい方法でアメリカの夜が用いられている。露光不足にせず、あえて露光過多にしたのである。デジタル・カメラの持つダイナミック・レンジを利用して撮影されて、ポスト・プロダクションでは暗く、青みがかった色に加工された。これにより、まるで露光不足にして撮ったかのように、細部が影に覆われるという効果を与えられている。
真昼に撮影する代わりに、日の出や日の入りに撮影されることもある。この場合、自動車のヘッドライト、街灯、部屋の明かりは点いており、あたかも夜であるのように見える。これは"dusk for night"と表現されることがある。光量と色温度が絶えず変化し、求められている光の状態が短時間しか持続しないため、この方法で撮影することには困難がつきまとう。